# Proclamazione di Roma capitale

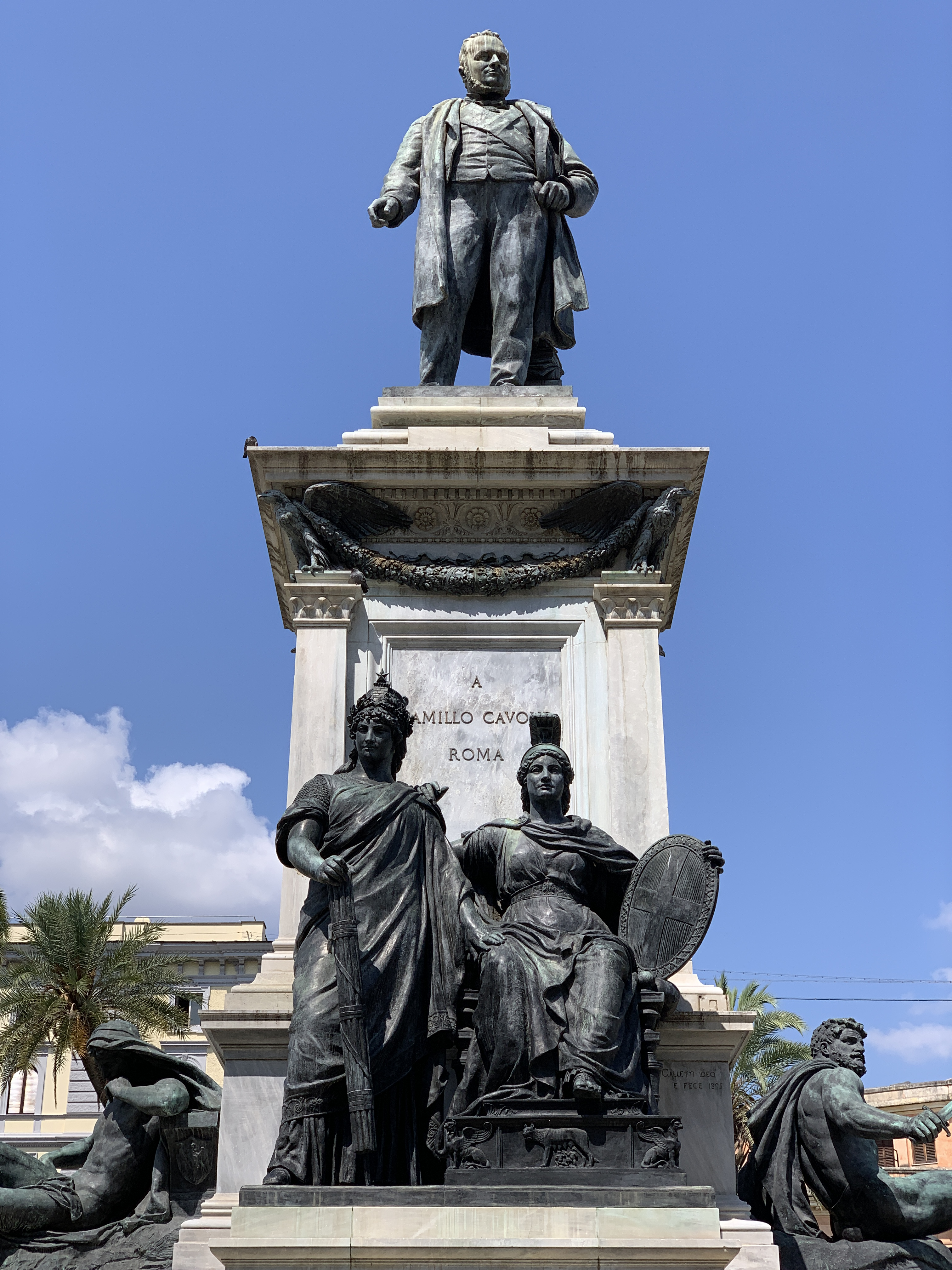
Monumento a Cavour a Roma, nella omonima piazza

La proclamazione di Roma capitale del Regno d'Italia avvenne il 27 marzo 1861. La  dichiarazione (accompagnata da una mozione) ebbe luogo al Parlamento del Regno, allora avente sede a Torino, su impulso del Presidente del Consiglio, Camillo Benso di Cavour. Egli espose il proprio pensiero ai deputati con un discorso nel quale affermò il principio laico sintetizzato nella formula "Libera Chiesa in libero Stato".
La proclamazione, tuttavia, fu solo simbolica, poiché Roma faceva parte dello Stato Pontificio e sarebbe stata annessa al territorio italiano solo a seguito della cosiddetta breccia di Porta Pia, avvenuta il 20 settembre 1870. L'effettivo trasferimento della capitale nella città laziale avvenne con l'approvazione della legge 3 febbraio 1871, n. 33.

## Contesto

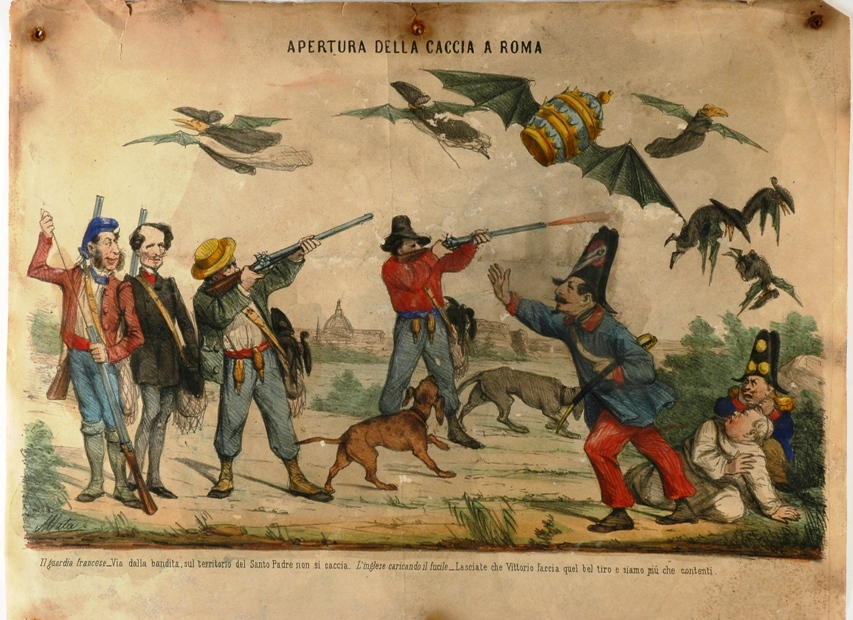
Stampa satirica e anticlericale sulla questione romana: con Roma sullo sfondo, Garibaldi e Vittorio Emanuele sparano a pipistrelli "clericali"; Napoleone III, nelle vesti di un gendarme, difende Pio IX e Francesco II (abbigliato come "pazzariello" napoletano) mentre due inglesi in tenuta da caccia osservano ed esclamano: "Lasciate che Vittorio faccia quel bel tiro e siamo più che contenti"

Dopo la conclusione della seconda guerra d'indipendenza e il completamento dell’unità d'Italia, l'idea di trasferire la capitale da Torino a Roma non trovava favorevole l'imperatore francese Napoleone III, principale alleato del Regno di Sardegna, che proteggeva l'indipendenza del Papa e dello Stato Pontificio in base agli accordi di Plombières.
Il problema, però, non si limitava soltanto all'annessione territoriale di Roma, ma chiamava in causa il complesso tema delle relazioni tra Chiesa cattolica e Regno d'Italia, già gravemente compromesse dalla permanente opposizione al Risorgimento manifestata da Pio IX a partire dal 1849. A seguito dell'approvazione della legge sui conventi da parte sabauda, infatti, il 26 luglio 1855 papa Pio IX aveva pronunciato la scomunica contro coloro che avevano proposto, approvato e ratificato il provvedimento, compresi Cavour e Vittorio Emanuele II.

Cavour diffidava dell'Impresa dei Mille, che considerava troppo rivoluzionaria e dannosa per i rapporti con la Francia

Il 5 maggio 1860, tuttavia, Giuseppe Garibaldi radunò circa un migliaio di volontari  per cosiddetta spedizione dei Mille e salpò da Quarto per dirigersi in Sicilia, all'epoca facente parte del Regno delle Due Sicilie. I garibaldini sbarcarono l'11 maggio 1860 presso Marsala e, con il contributo di volontari meridionali e a rinforzi alla spedizione, dopo una campagna di pochi mesi contro l'esercito borbonico, riuscirono a entrare a Napoli, capitale del regno, e a mettere in fuga Francesco II di Borbone, che si rifugiò a Gaeta. 
Per allontanare il pericolo di un'avanzata di Garibaldi su Roma, Cavour convinse Napoleone III che, per frapporre l'esercito sardo tra Roma e i "Mille", l'invasione piemontese delle Marche e dell'Umbria, facenti parte dello Stato Pontificio, sarebbe stato il male minore.
In tal modo, il 26 ottobre 1860, Vittorio Emanuele II poté incontrarsi a Teano con Garibaldi, che gli consegnò il controllo delle province conquistate. Il 17 febbraio 1861, a Gaeta, Francesco II si arrese e, il 17 marzo, il Parlamento subalpino proclamò il Regno d'Italia. 
Rimaneva aperto il problema di Roma capitale e del libero esercizio del ministero papale, una volta che il pontefice fosse stato privato completamente del potere temporale.

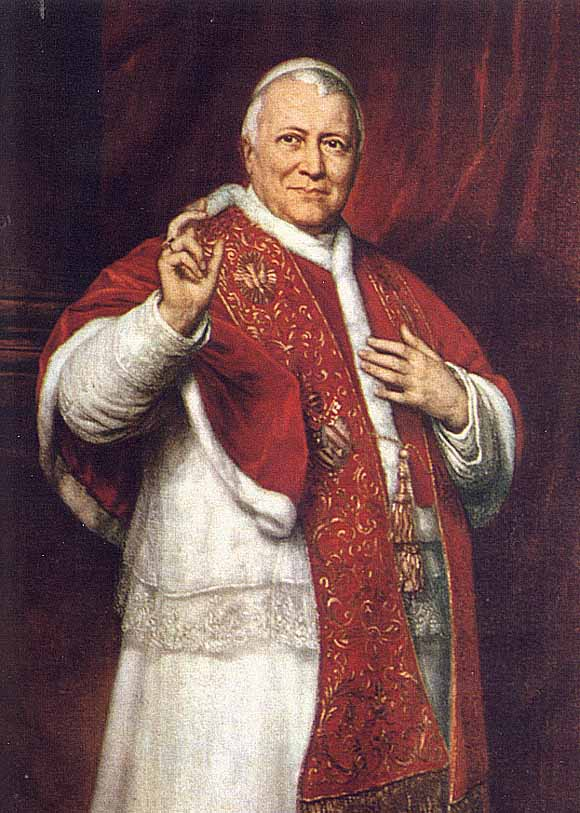
Papa Pio IX scomunicò Cavour dopo l'approvazione della cosiddetta "Legge sui conventi"

Per quanto riguarda i rapporti tra Stato e Chiesa, essi erano ormai ridotti ai minimi termini. Cavour espose il suo punto di vista nel corso di tre discorsi per Roma capitale, nelle sedi del Parlamento italiano, allora in Torino. Il primo, tenuto alla Camera il 25 marzo 1861, gli altri alla Camera il 27 marzo e al Senato il 5 aprile dello stesso anno.

## Discorso del 25 marzo 1861
Nel primo discorso del 25 marzo 1861, Cavour intervenne dopo il deputato Rodolfo Audinot che aveva affermato senza riserva: «Roma dev'essere la capitale d'Italia». 
Cavour precisò che la questione di Roma era la più importante che fosse stata mai sottoposta ad un Parlamento di libero popolo. La questione romana, infatti, non riguardava soltanto l'Italia, ma si estendeva a 200 milioni di cattolici sparsi in tutto il mondo; la soluzione della disputa pertanto non avrebbe avuto solo un'influenza politica, ma aveva anche ampie ricadute sul piano morale e religioso.
Affermò di condividere le istanze di molti italiani che vedevano nell'unione di Roma al Regno d'Italia il completamento degli ideali risorgimentali. Ricordò anche che l'Italia aveva ancora molto da fare per sciogliere tutti i gravi problemi che la sua unificazione stava suscitando, e per abbattere tutti gli ostacoli che le istituzioni e tradizioni secolari opponevano al progetto unitario. Per questo motivo riteneva che, finché la questione della capitale non avesse avuto definizione, ci sarebbero sempre state divisioni e discordie fra le varie parti d'Italia.
Cavour concluse osservando che l’Italia aveva contratto un grande debito di riconoscenza verso la Francia. Dopo avere ricavato tanti benefici dall'alleanza, non poteva protestare contro gli impegni che erano stati stretti in base a tali accordi. L'Italia, pertanto, non avrebbe dovuto compiere l’annessione di Roma con la contrarietà francese.

## Discorso del 27 marzo 1861

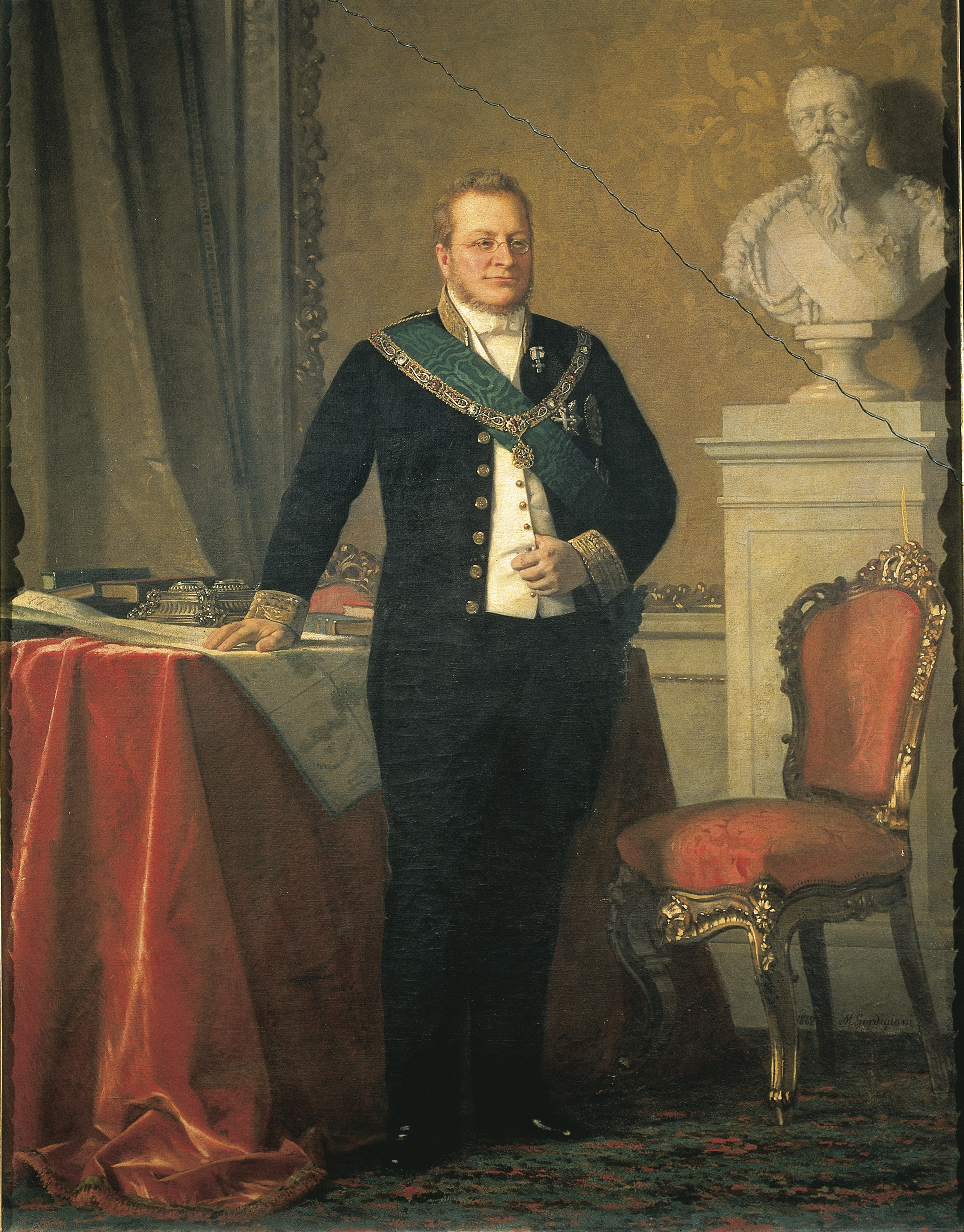
Cavour con la fascia di presidente del Consiglio del Regno d'Italia

Il Regno d'Italia nel 1861. Il Lazio, con Roma, sarebbe stato annesso solo nel 1870

Il 27 marzo 1861, Cavour prese nuovamente la parola per un più lungo e articolato discorso, in sede di votazione dell'ordine del giorno del deputato Carlo Bon Compagni di Mombello riguardante la riunione di Roma all'Italia, seguito dalle risoluzioni proposte dai deputati Luigi Greco Cassia e Giuseppe Ricciardi (rispettivamente per proclamare Roma capitale ed esprimere il concorde desiderio della nazione), nonché dagli interventi dei deputati Giuseppe Ferrari e Bertolani. 

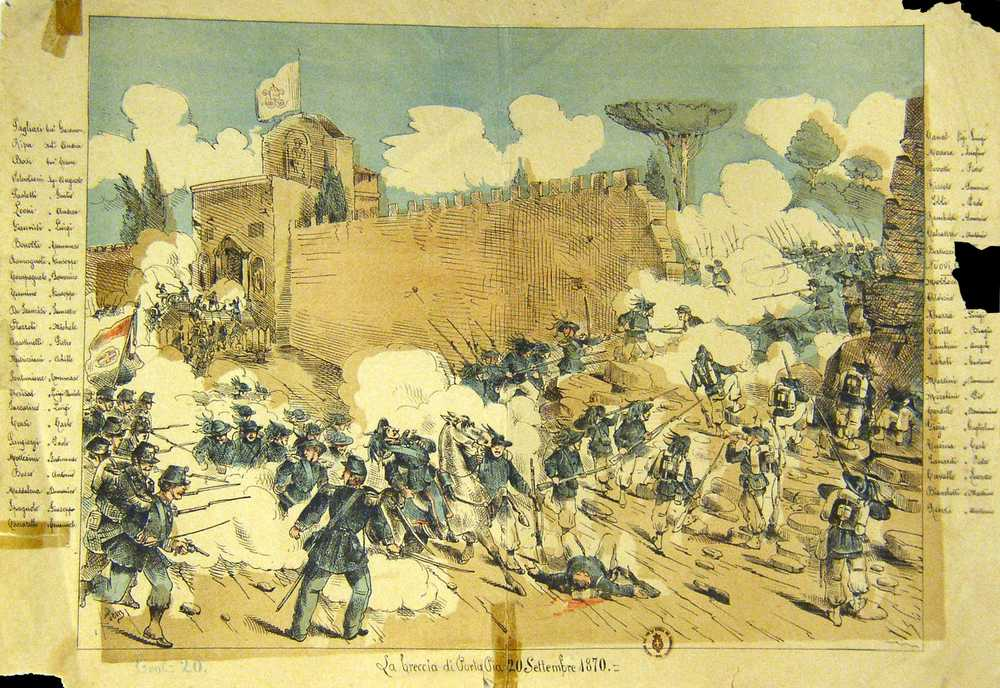
La breccia di Porta Pia in una litografia a colori del tempo

Cavour spiegò perché la capitale doveva essere spostata a Roma, ricollegandosi alla soluzione da dare alla questione romana. 
Secondo Cavour, quindi, l'unione di Roma all'Italia era fattibile solo con la rinuncia del Papa al potere temporale, essendo tale rinuncia la garanzia stessa della sua indipendenza dalle Nazioni. In questa parte del discorso pronunciò la frase che sarebbe rimasta a spiegare, da allora in poi, i rapporti tra Stato italiano e Chiesa cattolica: "Libera Chiesa in libero Stato".

## Reazioni e conseguenze
Il 27 marzo 1861, dopo il discorso di Cavour, la Camera proclamò Roma capitale d'Italia. 
Tuttavia, lo statista piemontese non poté assistere all'unione di Roma al Paese, avvenuta il 20 settembre 1870, perché morì il 6 giugno 1861. La nipote Giuseppina Alfieri di Sostegno rivelò che, sul letto di morte, alla vista del suo confessore Padre Giacomo, Cavour pronunciò le sue ultime parole: «Frate, frate, libera chiesa in libero Stato!»
Roma divenne effettivamente capitale nel 1871 quando i Savoia vi si trasferirono con l'intera corte da Firenze, nel frattempo subentrata come capitale a Torino nel 1865, a seguito della Convenzione di settembre.

## Riferimenti nella cultura di massa
Il discorso di Cavour del 27 marzo 1861 è oggi scolpito sul lato ovest dell'Atrio Nomentano della nuova Stazione di Roma Tiburtina, a lui dedicata.

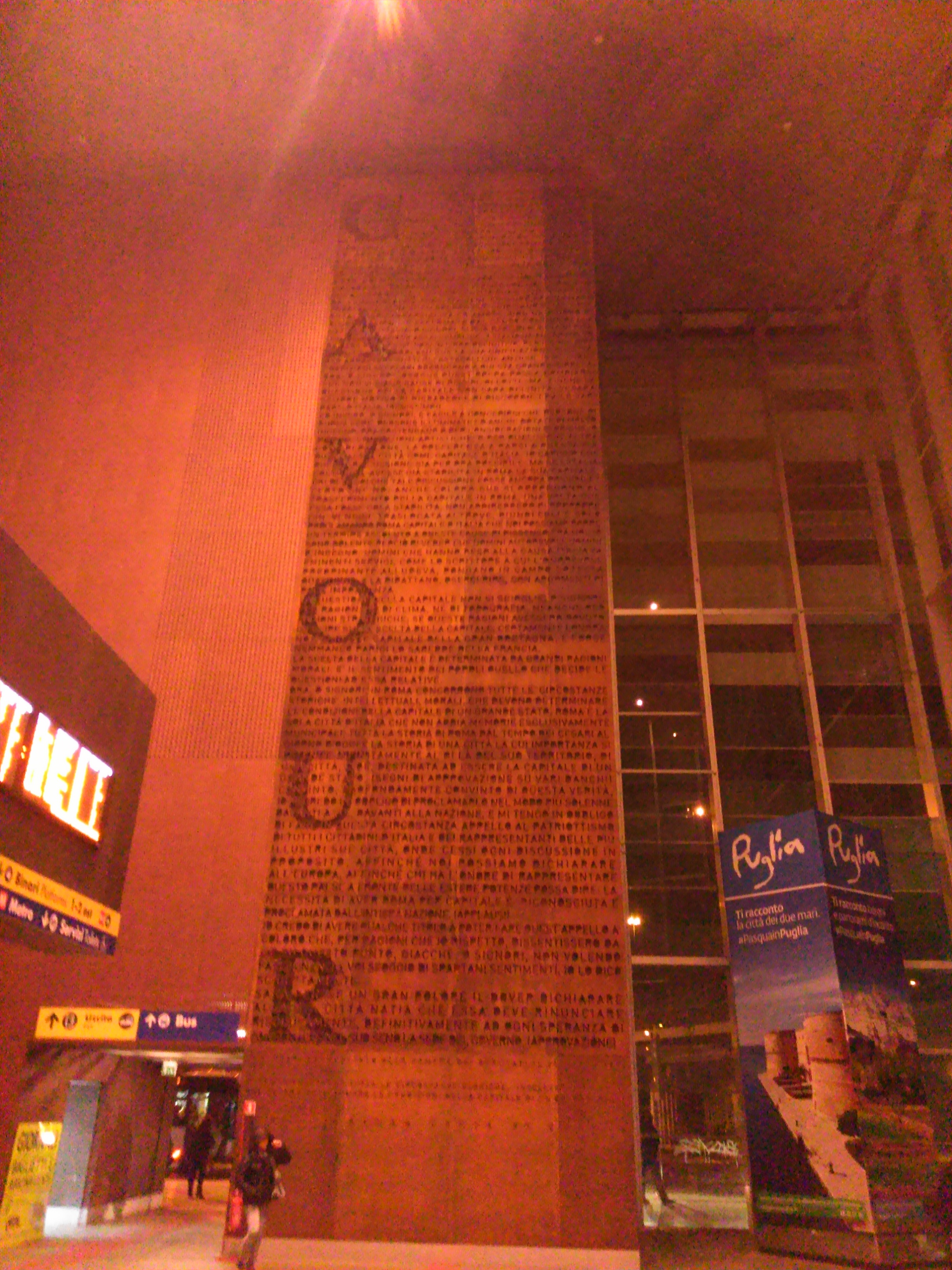
La lastra dell’Atrio della Stazione Roma Tiburtina che riporta il discorso di Cavour